# Hermite (Mondkrater)
Hermite ist ein Einschlagkrater auf dem Mond in der Nähe des Mondnordpols, sein Inneres liegt daher meist zu großen Teilen im Schatten.
Daher erreichen die Temperaturen dort besonders niedrige Werte.
2009 wurde von dem Diviner-Instrument des Lunar Reconnaissance Orbiter am südwestlichen Rand des Kraterinnern eine Temperatur von nur 26 K gemessen (−247,15° C). Es ist die niedrigste irgendwo im Sonnensystem gemessene Temperatur und der Kraterboden von Hermite ist damit deutlich kälter als die Oberfläche von Pluto.
Südlich von Hermite liegen die Krater Lovelace und Sylvester. Der Krater Lenard überdeckt Teile des südöstlichen Rands von Hermite. Im Nordosten liegt der kleine Krater Gore, im Südosten Grignard. Der westliche Rand schließt an die Wallebene Rozhdestvenskiy an.
Der Krater wurde 1963 von David Arthur und Even Whitaker in deren "Rectified Lunar Atlas" nach dem französischen Mathematiker Charles Hermite benannt. Der Name wurde 1964 von der IAU bestätigt.
| Buchstabe | Position           | Durchmesser | Link |
| --------- | ------------------ | ----------- | ---- |
| A         | 87,94° N, 51,01° W | 20 km       |      |

## Einzelnachweise

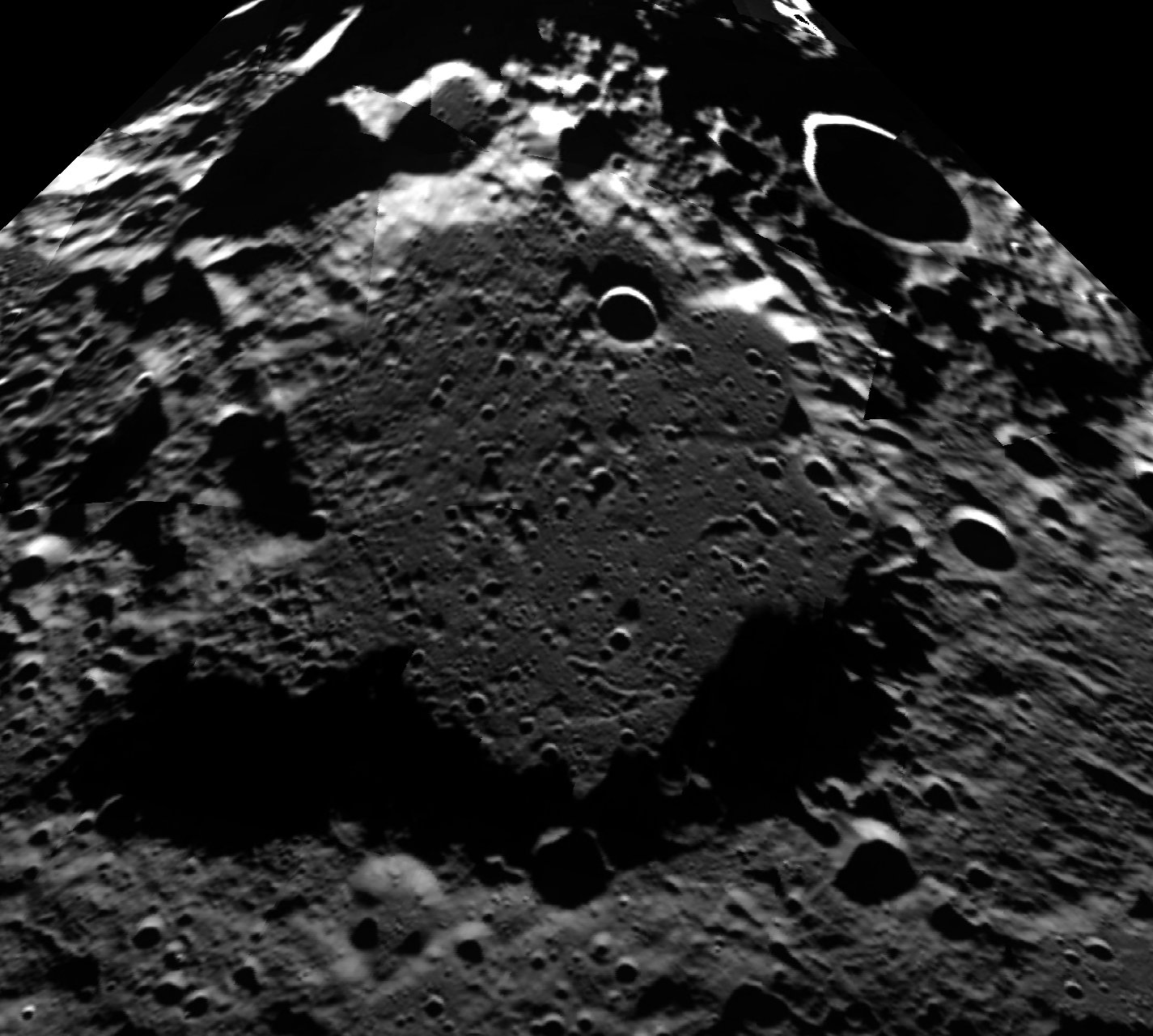
Hermite (Mondsonde Clementine).
Links unten der Krater Lenard